# Parcieux
Parcieux és un municipi francès, situat al departament de l'Ain i a la regió d'Alvèrnia-Roine-Alps. Els seus habitants són coneguts com a parcevins.